# Цыбин, Павел Владимирович
Павел Владимирович Цыбин (23 декабря 1905 — 4 февраля 1992) — советский конструктор авиационной и ракетно-космической техники.

## Биография
Родился в семье музыкантов, отец — флейтист В. Н. Цыбин, мать — певица.
В 1919—1922 гг. воспитывался в детском доме. Окончил курсы при Краснопресненском совете Общества друзей воздушного флота.
В 1926 году Цыбин поступил в 1-ю советскую авиационную школу в Гатчине на отделение авиатехников. После окончания школы работал в отделе учебных заведений Управления ВВС РККА, затем служил в Пермской школе лётчиков и техников морской авиации. В 1938 году — комбриг. В 1939 году Цыбин был переведён в Москву и поступил в Военно-Воздушную академию имени Н. Е. Жуковского, до начала Великой Отечественной войны окончил три курса.
Во время войны служил в десантных войсках, работал над созданием десантных планёров КЦ-20, Ц-5, Ц-25.
В 1944—1947 гг. — руководитель планёрного КБ на заводе десантного оборудования №468 в Бескудникове.
В 1950 году окончил высшие инженерные курсы МВТУ.
В 1955—1960 гг. — главный конструктор ОКБ-256 в Иваньково (Дубна), где руководил созданием высотного сверхзвукового стратегического реактивного самолёта-разведчика РС.
В 1948—1951, 1961—1992 гг. работал в ОКБ-1 Королёва (заместитель главного конструктора, научный консультант). Выполнил первый в СССР проект крылатого возвращаемого многоразового пилотируемого космического корабля-космоплана («Лапоток») запускаемого на ракете-носителе Восток, сконструировал первый советский спутник-разведчик «Зенит», работал над спутником связи «Молния», космическими кораблями «Союз» и «Союз-Т». В 1980-х годах в качестве научного консультанта принимал участие в создании многоразовой транспортной-космической системы «Энергия» — «Буран».
Умер в 1992 году. Похоронен на Введенском кладбище (11 участок).

## Награды и заслуги
- Награждён орденом Ленина, двумя орденами Красного Знамени, орденом Красной Звезды, двумя орденами Отечественной войны, орденом Трудового Красного Знамени и многими медалями.
- Заслуженный деятель науки и техники РСФСР.
- Лауреат Ленинской премии.

## Семья
- Сын — Сергей Павлович Цыбин (род. 1942) — инженер, сменный руководитель полёта «Союз-Аполлон»
  - Внук — Цыбин, Иван Сергеевич (род. 1969) — режиссер телевидения